# 水上ゆか
水上 ゆか（みなかみ ゆか、8月17日 - ）は、日本の女性ナレーター、声優、シンガーソングライター、アングラ俳優、ボイトレ講師。
愛称は、みなかみ・かみゆー・みっく・ゆかちゃん。

## 略歴
愛知県岡崎市出身で3人姉妹の次女。実家はイチゴ農家で米や野菜も作っている。自身は白米が好きで食事の際は大盛を好む。偏食でもあり、キノコ類全般は「生涯の敵」と表現するほど苦手。長らく口腔アレルギー症候群の症状にも悩んでおり、特に果物についてはアレルギー反応が出やすい為、食べるのを控えている物が多い。東京新聞には、同アレルギーについて取材を受けた記事が掲載されている。
第2の地元は刈谷市。刈谷市にある高校に通っていた。学生時代の部活は合唱部→ ソフトテニス部→ 吹奏楽部/弦楽部/ギター部。ギター部は籍を置いていただけなのでギターは弾けない。吹奏楽ではコントラバス、弦楽ではヴァイオリンを弾いていた。ソフトテニス部ではキャプテンを勤めた。
大学を卒業後しばらくして上京、声優の専門学校に通う。卒業後、仕事を始めた当初は声優事務所に所属していた。2018年11月にはフリーランスになり、ナレーター・声優・シンガーソングライター・舞台俳優・ボイトレ講師としてマルチに活躍している。ナレーターコミュニティ「フリーナレーターズユニオン」の理事も勤める。透明感と独特の声でゲームボイスやキャラクターナレーションを得意とする他、大学で映像制作を学んでいた経験を生かしてキャスティングも手掛ける。
2014年10月26日には、自身初のオリジナルミニアルバム『空色メソッド』を発表。 作詞作曲は自ら行い楽曲を制作している。 PCゲームへの楽曲提供実績も有り。歌手活動の際のサークル名も「空色メソッド」である。
2019年11月22日には月蝕歌劇団の研究生としてアングラ演劇への出演を果たす。「陰陽師 安倍晴明ー最終決戦ー」（2020年12月10日-16日）公演の終演をもって準劇団員に昇格するなど鋭意活動してきたが、2022年11月22日に同劇団が活動休止を発表。以降は月蝕歌劇団の出身者や関係者で構成される劇団への出演を重ね、舞台俳優としても活躍の場を広げている。
2020年8月16日には自身初めての主催ライブを成功させるなど、ライブ活動も精力的に行っている。出演ライブも多数。
2023年4月からは社会人学生として音楽短期大学に通い始める。 声楽を専攻している。
12月には、自身の過去楽曲CDのうちミニアルバム「空色メソッド」、フルアルバム「ここから」の2タイトルを主要サブスクリプションサービスにおいて配信を開始、2025年6月にはミニアルバム「夢に想う」の配信を開始した。

## 人物

### 基本情報
- 身長：155cm
- 体重：40kg前後
- 星座：しし座
- 血液型：B型
- PC：ブルベ冬ビビット
- 骨格：ナチュラルウェーブ
- 顔タイプ：アクティブキュート
- MBTI：INTP(論理学者)

### 好きなアニメ・漫画
- 『美少女戦士セーラームーン』[12]
- 『少女革命ウテナ』[13]
- 『輪るピングドラム』[14]
- 『ガンダムSEED/DESTINY 』[15]

### 好きな人物
- aiko[16]
- 幾原邦彦

### 趣味　嗜好
- クラシック音楽[17]
- 野球[18]
- 宮沢賢治[19]
- ポートレート撮影[20] [21]
- 寺社巡り[22]
- コラボカフェ[23]

## ディスコグラフィー
- ミニアルバム『空色メソッド』
  - 2014年10月26日リリース
- アルバム『ここから』
  - 2019年10月27日リリース
- シングル『ルーン』
  - 2019年10月27日リリース
- シングル『光の底Re:Track 』
  - 2022年4月16日リリース
    - このCDはアートプロデュース集団「最寄りの女たち[24]・映像部」によるクラウドファンディング企画「光の底をPVに残したい」のプロジェクト[25]が達成した際に再録されたもの。 初盤はミニアルバム空色メソッドに収録。
- ミニアルバム『夢に想う』
  - 2023年10月29日リリース
- 心象歌曲集『星めぐりの歌』
  - 2023年10月29日リリース

他、コンピレーション・アルバム等に参加実績あり。

## 主な出演実績

### ナレーション
- バンダイナムコエンターテインメント
  - 「BNJプロジェクト」統括PV
- クラシエ
  - 「ホイップケーキやさん」「きらぷるゼリードーム」作り方動画
- ベネッセコーポレーション
  - 教材用ナレーション
- 株式会社メディアトラスト企業VP
  - とらのあな婚活説明動画
- 犬用関節サプリメント
  - 「フレキサディンアドバンス」
- 昭和女子大学
  - 東京医療保健大学医療情報学科紹介動画
- シスコシステムズ
  - 「2回目のひな誕祭」
- 株式会社GATARI
  - 「Auris」
- 東京都都民安全推進本部
  - SNSに起因する青少年の性被害防止

### アニメ・ゲーム・その他
- 「ぐでたま」
- 「クイズとき子さん」　先生
- 「デスティニーチャイルド」　調味のゴガ
- 「禁断の恋〜許されない二人」　園部真侑〈ヒロイン〉
- 「Re：Kuroi」　カイト
- 「横浜市港北区港北消防署　キャラクター・花水木ゆい

### 歌唱
- 『スク〜ル催眠ぱらだいす』　キャラクターED曲
  - 「幸せのLesson」（作詞・作曲・歌唱）
- 『姫様Loveライフ！』　キャラクターED曲
  - 「あの空へ向かって」（作詞・歌唱）
- 第5回全日本アニソングランプリ名古屋大会出場
- パチンコ「P真速のガッチャマン Infini-T Force」搭載楽曲「Dream Journey」（歌唱）

### 舞台
- 『月蝕歌劇団』
  - 「新撰組 in1944ーナチス少年合唱団ー」（2019年11月22日-25日・ザムザ阿佐谷・クララ 役）
  - 「陰陽師 安倍晴明ー最終決戦ー」（2020年12月10日-16日・ザムザ阿佐谷・隠形鬼 役）
  - 「少年極光（オーロラ）都市」（2021年6月10日-14日・オメガ東京・マコ 役）
- 『PSYCHOSIS』
  - 「TSUYAMA30-津山三十人殺し-」（2022年7月14日-19日・ザムザ阿佐谷・軍人丁野,テライゆりえ,キシダまもる,お蝶軍団の子分,遊郭の女 役）
  - 「群論序説『ALICE IN WONDERLAND-不思議の國のアリス-』」（2024年7月12日-17日・ザムザ阿佐谷・メアリー,チェシャ猫,咲の友人,白痴の女郎,黒いヴェールの女 役）
- 『深海洋燈』
  - 「天井棧敷の人々」（2021年10月22日-27日・中野スタジオあくとれ・ナタリー 役）
  - 「燈のあたらない川に流れる人鳥(ペンギン)」（2024年5月3日-12日・多摩センター三角広場内特設テント・ひろみお姉ちゃん,乞食,幸江 役）
- 『百夜一夢』
  - 「百夜一夢短編集第二夜」（2023年9月16日ｰ18日・CON TON TON VIVO・メイド,エリ,遊女 役）
  - 「岸田理生と有沢美喜」（2024年6月8日-9日・PerformingGallery&Cafe絵空箱・少女 役）
  - 「BDFG」（2024年9月21日ｰ23日・CON TON TON VIVO・絵美,メイド,シロ,彼女 役）
  - 「白夜月蝕の少女航海紀」（2025年3月20日ｰ24日・CON TON TON VIVO・Aキャスト まち子,Bキャスト じゅん〈ヒロイン〉役）
- 『猪鹿蝶企画/川合瑞恵プロデュース』
  - 「八雲立つ-思い出の記」（2021年12月16日-19日・アトリエファンファーレ東新宿・巫女,雪女 役）
- 『劇団羊風舎』
  - 「都市伝説康芳夫～モハメド・アリに魅せられた国際暗黒プロデューサー」（2022年11月3日-6日・新宿シアターブラッツ・朗読出演）
- 『Omatsuri maker』
  - 「Lucky Cream Soda」（2017年2月1日-5日・シアター風姿花伝・天王洲アイリ 役）

### 主催ライブ
- 「MinakaMiX Live vol.1」
  - （2020年8月16日・代々木Barbara）
- 「MinakaMiX Live vol.2」
  - （2022年8月20日・代々木Barbara）
- 「MinakaMiX Music vol.1」
  - （2023年8月19日・CON TON TON VIVO）
- 「MinakaMiX Music vol.1 à la carte」
  - （2024年2月23日・Studio AS&SA）
- 「MinakaMiX Music vol.2」
  - （2024年8月17日・Cafe Restaurant JUNON）
- 「MinakaMiX Music vol.3」
  - （2025年8月16日・CON TON TON VIVO）

他、出演ライブ多数。